# Ovidio Montalbani
Ovidio Montalbani (18 de noviembre de 1601 - 20 de septiembre de 1671), también conocido por su seudónimo Giovanni Antonio Bumaldi, fue un erudito italiano. Fue profesor de lógica, matemáticas, astronomía y medicina en la Universidad de Bolonia.

## Biografía
Ovidio Montalbani nació en Bolonia en el seno de una ilustre familia boloñesa. Estudió filosofía con Vincenzo Montecalvi y medicina con el médico Bartolomeo Ambrosini.  En 1625, siendo muy joven se convirtió en lector en la Universidad de Bolonia, enseñando primero lógica, luego medicina teórica, matemáticas y astronomía y más tarde filosofía moral. En 1657, se convirtió en custodio del Museo Aldrovandi, sucediendo a Bartolomeo Ambrosini, quien había sido custodio desde 1642. Fue el decano del Colegio Médico de Bolonia y su prior desde 1664 en adelante.
Montalbani fue miembro de varias academias, incluida la Accademia dei Gelati (con el alias "l'Innestato"), la Accademia degli Indomiti (como "lo Stellato") y la Accademia della Notte (como "il Rugiadoso"). También fue miembro de la librepensadora veneciana Accademia degli Incogniti, así como uno de los fundadores de la Accademia dei Vespertini, que celebró sus primeras Asambleas en su casa. 
Ciudadano políticamente implicado de la ciudad de Bolonia, ocupó varios magistrados, como los del tribunal del foro de comerciantes y el Tribuno de la Plebe. Como censor de la Inquisición boloñesa, se le encargó revisar la primera edición de las Obras completas de Galileo, publicadas en Bolonia por Carlo Manolessi, en 1655-1656. 
Murió en Bolonia el 20 de septiembre de 1671.

## Obras
Ovidio Montalbani fue uno de los eruditos más prolíficos de su época. Entre sus numerosas publicaciones se pueden encontrar trabajos sobre arqueología, lingüística, medicina y botánica. En 1629 se le encomendó la tarea de escribir el Tacuino, una especie de calendario astrológico elaborado anualmente para los médicos que indicaba los mejores y peores días para sangrías, purgas y cirugías. Montalbani enriqueció a menudo este «almanaque» médico con ensayos sobre temas tan diversos como el injerto de plantas y los dialectos boloñés y lombardo. El tacuinum de Montalbani de 1661, titulado Antineotiologia, un ataque a las innovaciones en la práctica de la medicina, fue duramente criticado por Marcello Malpighi y Giovanni Alfonso Borelli.
En su "De Illuminabili Lapide Bononiensi Epistola" (1634), Montalbani discutió las propiedades de la "piedra de Bolonia", un trozo de sulfato de bario ( barita ) que se encuentra en el monte Paderno. El tratado de Montalbani fue uno de los primeros estudios sobre el tema de la fosforescencia inorgánica. En 1668 Montalbani editó la Dendrologia de Ulisse Aldrovandi, que no había sido impresa anteriormente.
Montalbani publicó una serie de trabajos científicos bajo el seudónimo de Giovanni Antonio Bumaldi. Carl Peter Thunberg dio el nombre de Bumalda a un género de plantas japonesas.
Amigo íntimo de Thomas Dempster, pronunció su oración fúnebre, que se publicó en Bolonia en 1626, un año después de la muerte de Dempster.
Montalbani es una figura ambivalente en la Revolución Científica de principios del siglo XVII. Si bien fue un defensor de la observación empírica en la filosofía natural, también fue un firme opositor de las ideas médicas de Marcello Malpighi y un defensor del sistema ptolemaico. 

## Obras principales

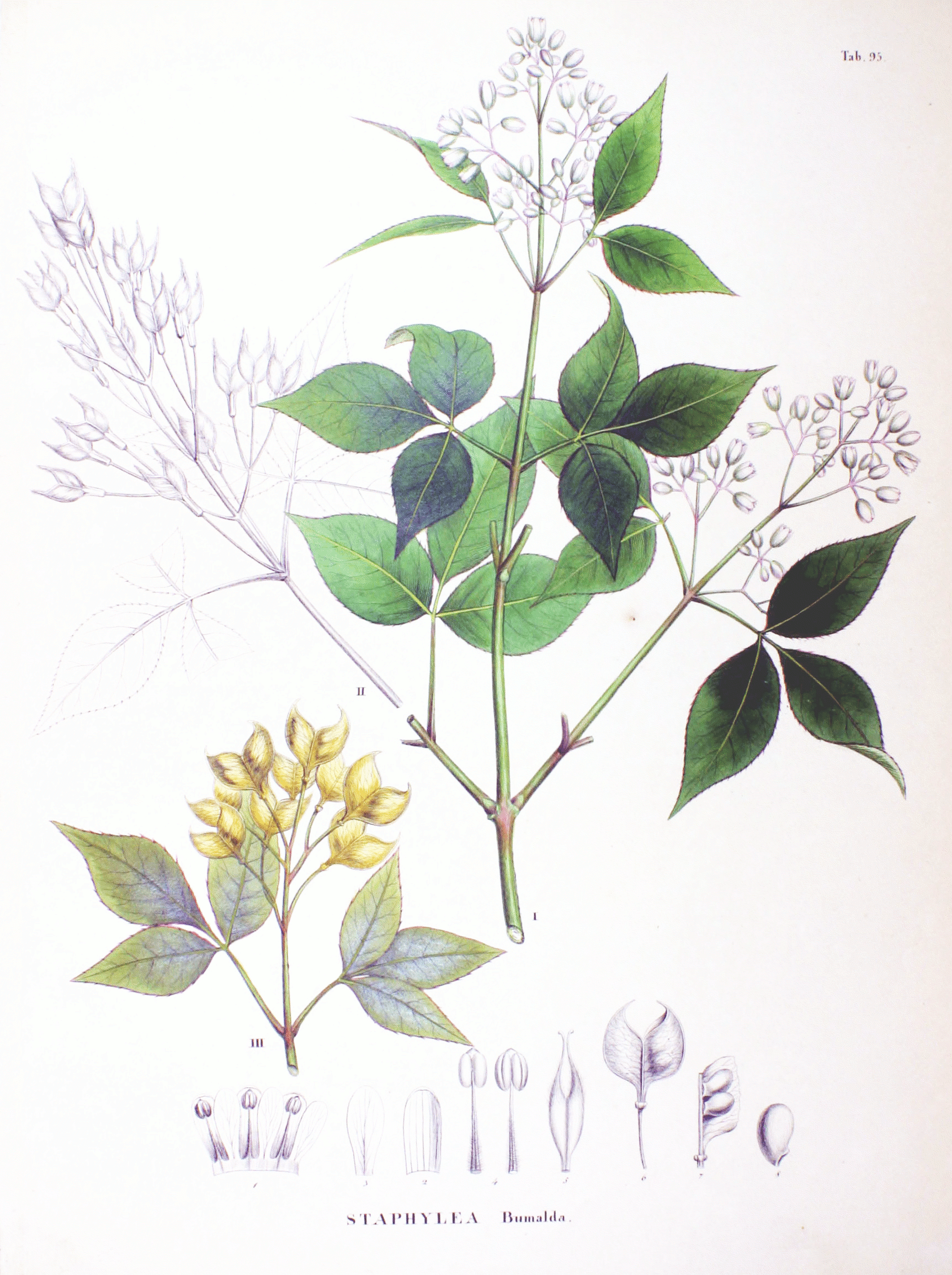
Una placa grabada de Bumalda, el género de plantas que lleva el nombre de Ovidio Montalbani, también conocido como Johannes Antonius Bumaldus, por el naturalista sueco Carl Peter Thunberg.

### Aldrovandina
- (Edición), Dendrologiae naturalis scilicet arborum historiae libri duo, Bolonia 1668 ( en línea ).

### Misceláneas
- Index omnium plantarum exsiccatarum et cartis agglutinatarum, quæ in proprio musæo conspiciuntur (en latín). Bononiae. 1624.
- Speculum Euclidianum (en latín). Bononiae: Clemente Ferroni. 1629.
- De illuminabili lapide Bononiensi epistola (en latín). Bononiae. 1634.
- Epistolæ variæ ad eruditos viros de rebus in Bononiensi tractu indigenis, ut est lapis illuminabilis et lapis specularis (en latín). Bononiae. 1634.
- Clarorum aliquot doctorum Bononiensium elogialia cenotaphia (en latín). Bononiae. 1640.
- Drosilogia (en italiano). Bologna: Giovanni Battista Ferroni. 1641.
- Helioscopia (en latín). Bologna: Carlo Zenero. 1650.
- Formulario economico cibario e medicinale di materie più facili, e di minor costo, altretanto buone e valevoli quanto le più pretiose (en italiano). Bologna. 1654.
- Diceosilogia (en italiano). Bologna: Giacomo Monti. 1655.
- Bibliotheca botanica seu herbaristarum scriptorum promota synodia (en latín). Bononiae. 1657. The French botanist Jean-François Séguier highly praised this book and included a reprint of it as an appendix to his own Bibliotheca botanica of 1740.[10]
- Agatochnea (en italiano). Bologna: Giacomo Monti. 1658.
- Hortus botanographicus herbarum ideas, et facies supra bis mille Autotatas Perpetuam, & facillimam immense cognitionis botanicarum differentiarum ad memoriam (en latín). Bologna: Giacomo Monti. 1660.
- Vocabolista Bolognese; nel quale, con recondite historie e curiose eruditioni, si dimostra il parlare più antico della madre de studj come madrelingua d'Italia (en italiano). Bologna. 1660.